# متحف جرينلاند الوطني
متحف جرينلاند الوطني (بالجرينلاندية: Nunatta Katersugaasivia Allagaateqarfialu) يقع في مدينة نوك عاصمة جرينلاند. كان أحد المتاحف الأولى التي تم إنشاؤها في جرينلاند، وتم افتتاحه في منتصف الستينيات من القرن العشرين. يحتوي المتحف على العديد من القطع الأثرية المتعلقة بالآثار والتاريخ والفن والحرف اليدوية، كما يحتوي على معلومات عن الآثار والمقابر والمباني وما إلى ذلك  يقع المتحف في مستودع تم بناؤه عام 1936.

## تاريخ
افتتح المعرض الأول للمتحف عام 1965 في دار إرسالية مورافيا براذرن في جرينلاند. انتقلت إلى موقعها الحالي في ميناء نوك الاستعماري القديم في السبعينيات من القرنا لعشرين؛ بسبب توسيع مجموعتها بعناصر الإنويت الأصلية المعادة إلى جرينلاند من المتحف الوطني الدنماركي. في عام 1991، أعيد تنظيم المتحف الوطني والمحفوظات الوطنية ليصبح المتحف والمحفوظات الوطنية في جرينلاند، ولكن اليوم توجد المحفوظات في إليمارفيك.

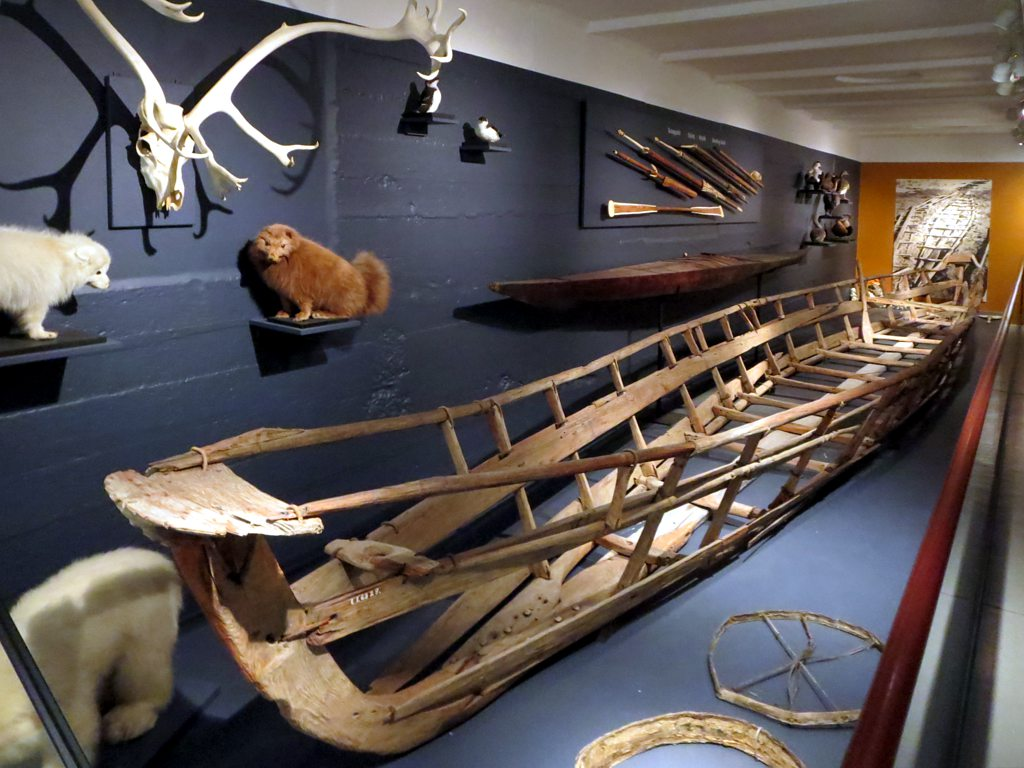
أومياك معروض بالمتحف

## مومياوات قيلاكيتسوك
العرض الرئيسي في المتحف هو مومياوات قيلاكيتسوك. يضم المتحف مومياوات لثلاث نساء وطفل يبلغ من العمر ستة أشهر يعود تاريخها إلى منتصف القرن الخامس عشر.

## معروضات أخرى
يضم المتحف أيضاً عرضاً عن التغيير الاجتماعي في الخمسينيات من القرن العشرين، وآخر عن الجيولوجيا. تقع العديد من المباني القريبة الأخرى أيضاً تحت حماية المتحف، مثل ورشة عمل النحاس المعاد تخزينها وعرض على أوعية ومكابس الدهن.